# For the Love of God
For the Love of God is een kunstwerk uit 2007 van de hand van de Britse kunstenaar Damien Hirst.
Het werk bestaat uit een platina schedel die bedekt is met 8.601 diamanten met op het voorhoofd een grote roze peervormige diamant: de Skull Star Diamond van 52,4 karaat. De diamanten schedel is een platina afgietsel van een echte schedel van een onbekende man van ca. 35 jaar die leefde rond 1800. De schedel staat symbool voor de hoeveelheid geld die de mensheid uitgeeft om de dood uit te stellen.
For the Love of God, de titel van dit werk, is afkomstig van de moeder van Hirst. Zij vroeg zich af wat Hirst "for the love of god" als volgende kunstwerk zou maken. 'For the love of god' is in deze context vrij te vertalen als 'in godsnaam'.
De productie van het kunststuk kostte £14 miljoen. Volgens Hirst zou het stuk voor £50 miljoen verkocht zijn aan een anonieme groep investeerders. Mocht dit zo zijn, dan zou dit het hoogste bedrag zijn dat ooit voor een kunstvoorwerp van een nog levende kunstenaar betaald is. Aan de verkoop wordt getwijfeld. Er zijn critici die denken dat Hirst de verkoop zelf bedacht heeft om zo de prijs voor zijn werk op te drijven.
Damien Hirst heeft in 2010 een kinderversie gemaakt van zijn werk For the Love of God. Het is een afgietsel van een kinderschedel met witte en roze diamanten.

## Tentoonstellingen
- De schedel was in 2008 van 1 november tot half december te bezichtigen in het Rijksmuseum van Amsterdam[1]
- Damien Hirst: For the Love of God van 26 november 2010 – 1 mei 2011 Palazzo Vecchio in Florence[2]